# Hélène Ploix
Pour les articles homonymes, voir Ploix.
Hélène Ploix, née le 25 septembre 1944 à Anould, est une administratrice et dirigeante française d'entreprises.

## Biographie
Elle a étudié au lycée Hélène-Boucher puis aux facultés de droit et de lettres de Paris.
Elle est diplômée de l’Institut d’études politiques de Paris (service public, 1965) et de l’Institut européen d’administration des affaires (INSEAD).
Directrice générale de la Compagnie européenne de publications (CEP) après avoir travaillé chez McKinsey and Co, elle devient PDG de la Banque industrielle et mobilière privée (BIMP).
Elle a aussi été conseiller technique au cabinet de Christiane Scrivener (secrétaire d’État à la Consommation) de 1977 à 1978.
Nommée au collège de la Commission des opérations de bourse (COB) en 1983, elle intègre le cabinet du Premier ministre Laurent Fabius entre 1984 et 1986 comme conseillère pour les affaires économiques et financières. Elle est ensuite nommée administrateur du Fonds monétaire international (FMI) et de la Banque mondiale (BM) pour trois ans, puis occupe les fonctions de directeur général adjoint de la Caisse des dépôts et consignations (CDC) de 1989 à 1995.
En avril 2009, elle est membre des conseils d'administration de Lafarge SA et BNP Paribas[réf. souhaitée].